# Сосновка (Переяслав-Хмельницкий район)
Сосновка (укр. Соснівка) — село, входит в Переяслав-Хмельницкий район Киевской области Украины.
До 2016 года село носило название Радянское .
Население по переписи 2001 года составляло 108 человек. Почтовый индекс — 08424. Телефонный код — 4567. Занимает площадь 1,54 км².

## Местный совет
08424, Київська обл., Переяслав-Хмельницький р-н, с.Сомкова Долина, вул.Якима Сомка,64, тел. 3-23-42  (укр.)